# Menjamel gorja-roig
El menjamel gorja-roig (Conopophila rufogularis) és un ocell de la família dels melifàgids (Meliphagidae).

## Hàbitat i distribució
Habita boscos de l'interior septentrional d'Austràlia, des del nord-est d'Austràlia Occidental, cap a l'est, a través de nord i centre del Territori del Nord fins nord i est de Queensland.